# Sultanatet Tadjourahs orden Nichan-el-Anouar

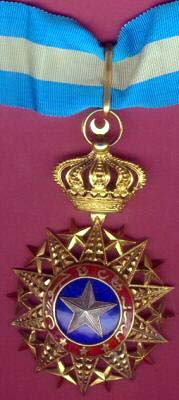
Sultanatet Tadjourahs orden Nichan el Anouar

Sultanatet Tadjourahs orden Nichan el Anouar (Ljusets Orden) instiftades i oktober 1887 av Hamed ben Mohamed, sultan av Tadjourah. Den blev 1896 en fransk orden som delades ut fram till 1963. Orden avskaffades år 1963 då nationalförtjänstorden grundades och ersatt också några andra franska ordnar.
Orden består av fem grader:
- storkors
- storofficerare
- kommendör
- officerare
- riddare